# Mistrzostwa Świata w Piłce Nożnej 2010 (eliminacje strefy UEFA)/Grupa 2
W Grupie 2 eliminacji do MŚ 2010 brały udział następujące zespoły:
- Grecja
- Szwajcaria
- Izrael
- Łotwa
- Mołdawia
- Luksemburg

## Tabela
| Miejsce | Drużyna    | Mecze | Punkty | Zwyc. | Rem. | Por. | Bramki  |
| ------- | ---------- | ----- | ------ | ----- | ---- | ---- | ------- |
| 1       | Szwajcaria | 10    | 21     | 6     | 3    | 1    | 18 - 8  |
| 2       | Grecja     | 10    | 20     | 6     | 2    | 2    | 20 - 10 |
| 3       | Łotwa      | 10    | 17     | 5     | 2    | 3    | 18 - 15 |
| 4       | Izrael     | 10    | 16     | 4     | 4    | 2    | 20 - 10 |
| 5       | Luksemburg | 10    | 5      | 1     | 2    | 7    | 4 - 25  |
| 6       | Mołdawia   | 10    | 3      | 0     | 3    | 7    | 6 - 18  |

|            | Grecja | Izrael | Łotwa | Luksemburg | Mołdawia | Szwajcaria |
| ---------- | ------ | ------ | ----- | ---------- | -------- | ---------- |
| Grecja     | X      | 2:1    | 5:2   | 2:1        | 3:0      | 1:2        |
| Izrael     | 1:1    | X      | 0:1   | 7:0        | 3:1      | 2:2        |
| Łotwa      | 0:2    | 1:1    | X     | 2:0        | 3:2      | 2:2        |
| Luksemburg | 0:3    | 1:3    | 0:4   | X          | 0:0      | 0:3        |
| Mołdawia   | 1:1    | 1:2    | 1:2   | 0:0        | X        | 0:2        |
| Szwajcaria | 2:0    | 0:0    | 2:1   | 1:2        | 2:0      | X          |

## Wyniki
| 6 września 2008 18.00 CET | Mołdawia · Alexeev 76' | 1-2(0-2) | Łotwa · Karlsons 8' · Astafjevs 22' | Stadionul Sheriff, Tyraspol · Widzów: 4 300 · Sędzia: Mark Courtney ( Irlandia Północna) |
|                           |                        |          |                                     |                                                                                          |

| 6 września 2008 19.45 CET | Izrael · Benajun 73' · Sahar 90' | 2-2(0-1) | Szwajcaria · Yakın 45' · Nkufo 56' | Stadion Ramat Gan, Ramat Gan · Widzów: 29 600 · Sędzia: Martin Hansson ( Szwecja) |
|                           |                                  |          |                                    |                                                                                   |

| 6 września 2008 20.15 CET | Luksemburg | 0-3(0-2) | Grecja · Torosidis 36' · Gekas 45' · Charisteas 77' (k) | Stade Josy Barthel, Luksemburg · Widzów: 4 596 · Sędzia: Anders Hermansen ( Dania) |
|                           |            |          |                                                         |                                                                                    |

| 10 września 2008 19.30 CET | Mołdawia · Picușceac 1' | 1-2(1-2) | Izrael · Golan 40' · Saban 45' | Stadion Zimbru, Kiszyniów · Widzów: 10 500 · Sędzia: César Muñiz Fernández ( Hiszpania) |
|                            |                         |          |                                |                                                                                         |

| 10 września 2008 20.15 CET | Łotwa | 0-2(0-1) | Grecja · Gekas 17' 50' | Stadion Skonto, Ryga · Widzów: 8 600 · Sędzia: Tony Chapron ( Francja) |
|                            |       |          |                        |                                                                        |

| 10 września 2008 20.30 CET | Szwajcaria · N'Kufo 43' | 1-2(1-1) | Luksemburg · Strasser 26' · Leweck 86' | Letzigrund, Zurych · Widzów: 20 500 · Sędzia: Dejan Filipović ( Serbia) |
|                            |                         |          |                                        |                                                                         |

| 11 października 2008 17.45 CET | Szwajcaria · Frei 63' · Nkufo 73' | 2-1(0-0)Raport | Łotwa · Ivanovs 71' | AFG Arena, St. Gallen · Widzów: 18 026 · Sędzia: Lucilio Cardoso Cortez Batista ( Portugalia) |
|                                |                                   |                |                     |                                                                                               |

| 11 października 2008 20.30 CET | Luksemburg · Peters 14' | 1-3(1-1)Raport | Izrael · Benajun 1' (k) · Golan 63' · Tuma 82' | Stade Josy Barthel, Luksemburg · Widzów: 3 562 · Sędzia: Igor Jegorow ( Rosja) |
|                                |                         |                |                                                |                                                                                |

| 11 października 2008 20.30 CET | Grecja · Charisteas 31' 51' · Katsuranis 40' | 3-0(2-0)Raport | Mołdawia | Stadion Karaiskakis, Pireus · Widzów: 13 684 · Sędzia: Espen Berntsen ( Norwegia) |
|                                |                                              |                |          |                                                                                   |

| 15 października 2008 19.00 CET | Łotwa · Koļesņičenko 89' | 1-1(0-0) | Izrael · Benajun 50' | Stadion Skonto, Ryga · Widzów: 7 100 · Sędzia: Vladimír Hriňák ( Słowacja) |
|                                |                          |          |                      |                                                                            |

| 15 października 2008 20.15 CET | Luksemburg | 0-0(0-0) | Mołdawia | Stade Josy Barthel, Luksemburg · Widzów: 2 157 · Sędzia: Marcin Borski ( Polska) |
|                                |            |          |          |                                                                                  |

| 15 października 2008 21.30 CET | Grecja · Charisteas 68' | 1-2(0-1) | Szwajcaria · Frei 42' (k) · Nkufo 77' | Stadion Karaiskakis, Pireus · Widzów: 28 810 · Sędzia: Luis Medina Cantalejo ( Hiszpania) |
|                                |                         |          |                                       |                                                                                           |

| 28 marca 2009 17.00 CET | Luksemburg | 0-4(0-1) | Łotwa · Karlsons 25' · Cauņa 56' · Višņakovs 71' · Perepļotkins 86' | Stade Josy Barthel, Luksemburg · Widzów: 2 516 · Sędzia: Mark Whitby ( Walia) |
|                         |            |          |                                                                     |                                                                               |

| 28 marca 2009 17.45 CET | Mołdawia | 0-2(0-1) | Szwajcaria · Frei 32' · Fernandes 90' | Stadion Zimbru, Kiszyniów · Widzów: 10 500 · Sędzia: Douglas McDonald ( Szkocja) |
|                         |          |          |                                       |                                                                                  |

| 28 marca 2009 19.00 CET | Izrael · Golan 55' | 1-1(0-1) | Grecja · Gekas 42' | Stadion Ramat Gan, Ramat Gan · Widzów: 38 000 · Sędzia: Roberto Rosetti ( Włochy) |
|                         |                    |          |                    |                                                                                   |

| 1 kwietnia 2009 20.30 CET | Grecja · Salpingidis 32' · Samaras 67' (k) | 2-1(1-0) | Izrael · Golan 60' | Stadion Pankritio, Heraklion · Widzów: 22 794 · Sędzia: Olegário Benquerença ( Portugalia) |
|                           |                                            |          |                    |                                                                                            |

| 1 kwietnia 2009 20.30 CET | Szwajcaria · Nkufo 20' · Frei 52' | 2-0(1-0) | Mołdawia | Stade de Genève, Genewa · Widzów: 20 100 · Sędzia: Gianluca Rocchi ( Włochy) |
|                           |                                   |          |          |                                                                              |

| 1 kwietnia 2009 17.30 CET | Łotwa · Žigajevs 44' · Verpakovskis 76' | 2-0(1-0) | Luksemburg | Stadion Skonto, Ryga · Widzów: 6 700 · Sędzia: Firat Aydinus ( Turcja) |
|                           |                                         |          |            |                                                                        |

| 5 września 2009 18.00 CET | Mołdawia | 0-0(0-0) | Luksemburg | Stadion Zimbru, Kiszyniów · Widzów: 7 820 · Sędzia: Gediminas Mažeika ( Litwa) |
|                           |          |          |            |                                                                                |

| 5 września 2009 20.00 CET | Izrael | 0-1(0-0) | Łotwa · Gorkšs 59' | Stadion Ramat Gan, Ramat Gan · Widzów: 20 000 · Sędzia: Knut Kircher ( Niemcy) |
|                           |        |          |                    |                                                                                |

| 5 września 2009 20.30 CET | Szwajcaria · Grichting 84' · Padalino 88' | 2-0(0-0) | Grecja | St. Jakob-Park, Bazylea · Widzów: 38 500 · Sędzia: Frank De Bleeckere ( Belgia) |
|                           |                                           |          |        |                                                                                 |

| 9 września 2009 20.30 CET | Mołdawia · Andronic 90' | 1-1(0-1) | Grecja · Gekas 33' | Stadion Zimbru, Kiszyniów · Widzów: 9 870 · Sędzia: Daniel Stålhammar ( Szwecja) |
|                           |                         |          |                    |                                                                                  |

| 9 września 2009 20.30 CET | Łotwa · Cauņa 63' · Astafjevs 75' | 2-2(0-1) | Szwajcaria · Frei 43' · Derdiyok 80' | Stadion Skonto, Ryga · Widzów: 8 600 · Sędzia: Pavel Královec ( Czechy) |
|                           |                                   |          |                                      |                                                                         |

| 9 września 2009 20.00 CET | Izrael · Barda 9', 21', 43' · Baruchjan 15' · Golan 58' · Sahar 62', 84' | 7-0(4-0) | Luksemburg | Stadion Ramat Gan, Ramat Gan · Widzów: 7 038 · Sędzia: Michael Svendsen ( Dania) |
|                           |                                                                          |          |            |                                                                                  |

| 10 października 2009 | Grecja · Gekas 4', 47' (k.), 57', 90+1' · Samaras 73' | 5-2(1-2) | Łotwa · Verpakovskis 12', 40' | Stadion Olimpijski, Ateny · Widzów: 18 981 · Sędzia: Tom Henning Øvrebø Norwegia |
|                      |                                                       |          |                               |                                                                                  |

| 10 października 2009 | Izrael · Barda 22', 70' · Ben Dajan 65' | 3-1(1-0) | Mołdawia · Calincov 90+2' | Stadion Ramat Gan, Ramat Gan · Sędzia: Kevin Blom Holandia |
|                      |                                         |          |                           |                                                            |

| 10 października 2009 | Luksemburg | 0-3(0-3) | Szwajcaria · Senderos 6' 8' · Huggel 22' | Stade Josy Barthel, Luksemburg · Sędzia: Eduardo Iturralde González Hiszpania |
|                      |            |          |                                          |                                                                               |

| 14 października 2009 | Szwajcaria | 0-0 | Izrael | St. Jakob-Park, Bazylea · Widzów: 38 500 · Sędzia: Alexandru Dan Tudor Rumunia |
|                      |            |     |        |                                                                                |

| 14 października 2009 | Grecja · Torosidis 30' · Gekas 33' | 2-1(2-0) | Luksemburg · Papadopoulos 90' (samobój.) | Stadion Olimpijski, Ateny · Widzów: 13 932 · Sędzia: Darko Čeferin Słowenia |
|                      |                                    |          |                                          |                                                                             |

| 14 października 2009 | Łotwa · Rubins 31' 44' · Grebis 76' | 3-2(2-1) | Mołdawia · Ovseanicov 25' · Sofroni 89' | Stadion Skonto, Ryga · Widzów: 3 800 · Sędzia: Jouni Hyytiä Finlandia |
|                      |                                     |          |                                         |                                                                       |